# Edvard Munch (Film)
Edvard Munch ist ein norwegisch-schwedischer Fernsehfilm aus dem Jahr 1974 über den gleichnamigen norwegischen Künstler. Regie bei der mit dokumentarischen Stilmitteln inszenierten Filmbiografie führte Peter Watkins.

## Handlung
Der Film begleitet Munchs künstlerischen Werdegang in Oslo, Paris und Berlin von Beginn der 1880er Jahre bis zur Jahrhundertwende. Seine von schwerer Krankheit gezeichnete Kindheit, der frühe Tod seiner Mutter und mehrerer Geschwister sowie die unglückliche Beziehung zu einer älteren verheirateten Frau werden als maßgebliche Einflüsse auf sein Schaffen charakterisiert. Ein weiterer Augenmerk liegt auf der Rezeptionsgeschichte von Munchs Werk, das lange von der Kritik und vom bürgerlichen Publikum abgelehnt wurde.

## Hintergrund
Die Idee zu einem Spielfilm über Edvard Munch kam Watkins 1968, als er während einer Werkschau seiner Filme an der Universität Oslo das Munch-Museum besuchte. Wegen mehrjähriger Verhandlungen mit potenziellen Geldgebern konnte er seine Recherchen erst 1971 beginnen.
Watkins verstand seinen Film als Herausforderung an den „limitierten“ Blick der Kunsthistoriker, die den Fokus stärker auf künstlerische Einflüsse richteten statt auf das Verhältnis von persönlicher Biografie und Werk. Kritiker Robert Keser entdeckte Parallelen in der Rastlosigkeit und den nicht enden wollenden Angriffen auf das Schaffen von Munch und Regisseur Watkins. Watkins wurde noch deutlicher, als er von einer „großen Gemeinsamkeit mit Munchs Erfahrungen auf einer zutiefst persönlichen Ebene“ sprach: „Ich wusste, dass ich auch einen Film über mich machen würde.“
Edvard Munch entstand als Gemeinschaftsproduktion des norwegischen Senders NRK und des schwedischen Senders SVT. Die in Norwegen spielenden Szenen wurden in Oslo und Åsgårdstrand zwischen Februar und Juni 1973 auf 16-mm-Film gedreht. Wie bei Watkins üblich, wurden die Rollen ausschließlich mit Laiendarstellern besetzt. Auch die bereits in seinen früheren Filmen erprobten Stilmittel wie gestellte Interviews, Voice-over des Regisseurs oder häufiger Blickkontakt der Schauspieler mit der Kamera respektive dem Zuschauer kamen zum Einsatz.
Trotz positiver Reaktionen im Anschluss an die europaweiten Fernsehausstrahlungen (angefangen mit Norwegen und Schweden 1974) hielt NRK den Film nach der Erstauswertung unter Verschluss und vernichtete sogar die originalen Tonbänder, inklusive der Endabmischung, weshalb Watkins und ein Toningenieur für die Erstellung der um rund 40 Minuten kürzeren Kinoversion den Ton von 16-mm-Magnetton-Filmkopien abnehmen mussten. Der Film lief im Mai 1976 im Rahmen der Internationalen Filmfestspiele von Cannes außerhalb des Wettbewerbs und am 12. September 1976 erstmals in New York. In Deutschland wurde der Film nicht gezeigt.

## Kritiken
Vincent Canby von der New York Times, der mit Watkins’ früheren Filmen zum Teil sehr hart ins Gericht gegangen war, urteilte nach der New Yorker Premiere begeistert: „Ein bewegendes, vielschichtiges, einfühlsames Porträt […] eines der wenigen, das erfolgreich das Zusammenspiel von Sensibilität, emotionalem Chaos und Disziplin einfängt, das die spezielle Beschaffenheit eines großen Künstlers ausmacht.“
John Simon vom New York Magazine bewertete den Film letztlich als Fehlschlag, stellte aber respektvoll fest: „Wenn ein Filmemacher [Munch] gerecht werden kann, dann Peter Watkins, der […] Besessenheit mit Besessenheit beantwortet.“ Die „Exzesse“ des Films seien nicht die „masturbatorischen“ eines Ken Russell, sondern der Versuch, „zuviele Fakten jedweder Art, ob bedeutend, weniger bedeutend oder unbedeutend, hineinzupacken“, um noch die „feinsten Verästelungen seines Gegenstands“ aufzuzeigen. „Ein Unternehmen solch grenzenlosen, manischen Ausmaßes ist zum Scheitern verurteilt […] Aber […] es ist der glänzendste Fehlschlag, den ich seit Jahren gesehen habe.“
Der Daily Telegraph schrieb nach der britischen Erstausstrahlung: „Ich kann mich an keinen eindringlicheren Film über einen Künstler erinnern. […] Watkins arbeitet ruhig und ruhelos, gradlinig und ungeordnet, und das ohne Widerspruch.“

## Auszeichnungen
- 1976 British Academy Television Award für die beste fremdsprachige TV-Produktion[10]